# 青の橘花
『青の橘花』（アオノキッカ）は高田慎一郎による日本の漫画。講談社とYahoo!コミックによる「新世代ヒーロー創出」を提唱する協同企画ウェブコミック誌『ヒーロークロスライン』（通称HXL）に連載されたウェブコミックである。
忍者装束に身を包んだ対能力者集団「青ノ七（シイノなな）」と過激派能力者組織「K•K（Knockers Klan）」の戦いを描く。

## あらすじ
かつて父親が所属していた対能力者集団・青ノ七に取り立てて貰うために東京から福岡・直方にやってきた少女・五ヶ山橘花。父親に書いてもらった紹介状を青ノ七を知る女・小日出玲美に盗まれてしまう。
仕方無くそのまま青ノ七の隊長・力丸の元へ向かい事情を話すも入隊を断られてしまう。入隊拒否を受けて嘆く橘花であったが、街では能力者による事件が発生する。
事件現場に出動する青ノ七の隊員である日向神・ラファエル・次郎丸は、現場上空を飛行する橘花の姿を見る。

## 登場人物

### 青ノ七関係者
五ヶ山 橘花（ごかやま きっか）
かつて父親・睦郎（むつお）が所属していた、子供の頃から憧れていた対能力者集団「青ノ七」に取り立ててもらうために東京から福岡・直方（のおがた）にやって来る。東京育ちなのにコテコテの博多弁。
16歳で身長145cm。父親を尊敬し心酔している。耶麻小天狗流（やまこてんぐりゅう）の疾風を使い空を飛ぶ。見習いとして青ノ七に所属する。炸薬を装填した刃渡60cm以上あるパイルバンカーを武器にしている。
最終話後も小日出玲美とは長いこと戦い続けたとされ、後々に耶麻小天狗流の中興の祖と呼ばれる。10年後を舞台にした作品「シンソウガクシャ」においては青ノ七筆頭となっている。
力丸（りきまる）
青ノ七の隊長。下の名は「征司」。橘花の入隊を拒否する。能力者（ノッカーズ）に覚醒しているが、作中、能力を使っている姿は描写されない。
日向神 新（ひゅうがみ あらた）
青ノ七の隊員。ヤンキー。地獄耳と呼ばれる、音のノッカーズ。ソニック・スキャンでイルカや蝙蝠のように超音波で家の間取りや人の挙動が分かる。音情報を視覚に変換し、他人とイメージを共有することができる。
コールド・プレイという音に逆位相の振動を与え、外部への音をキャンセルする能力を使い、隠密行動を行う。
忍者装束姿の際は目元を隠したり出したり出来る装具を着用する。福智山決戦では忍者装束の上にギリースーツを着ている。
ラファエル・Ｉ・マデロ・イヌナキ
青ノ七の隊員。ハゲ。最大時速800kmの健脚を持っており「音速の熾天使」と呼ばれている。若い頃は毛量が豊富だったが、現在は禿散らかしている。
嫁が大量に仕入れた洗剤ディッシュ・バスターを売り歩いている。また、EMSダイナミックプロという筋力アップする装置を橘花に売りつけようとする。
橘花が失敗から落ち込んでいた時に自分が被害にあったにも関わらず励ましに行く優しい面も持ち合わせている。
大正池 次郎丸（たいしょういけ じろうまる）
青ノ七の隊員。スケベ。大正地流操弾術「鴨居抜き」で狙撃を行う。自らの身体から発する弾丸に意味を持たせ、それを銃に籠めて発射する能力を持つ。Hな気分にならないと弾丸が作れないので鴬野の盗撮写真を所持している。
三青（さんせい）の一人で「欲望の弾丸（バレット・オブ・リビド）」と呼ばれる。変動抑制具をヒントに神経麻痺弾「赤の幸福（レッド・ハピネス）」を作り出す。
鴬野（おうの）
青ノ七の事務職員で、20代前半の女性。下の名は「裕香」。住居を決めずにやって来た橘花を自宅に住まわせる。彼女が青ノ七に勤め出した頃には睦郎は既に除隊していた。
非戦闘員だが次郎丸の弾丸をクリップに詰めるなどの戦闘支援も行う。
速く飛ぶための訓練の一環として、飛んでいる橘花に空中ブランコをしてもらう。後にこの特訓は「アルプスの少女」と呼ばれる。

### 五ヶ山家関係者
五ヶ山 睦郎（ごかやま むつお）
橘花の父親。かつて青ノ七に隊長として所属していており、全盛期に中心的な活躍をしていた。パイルバンカーを武器としてが、あまり攻撃力は高くなかった。娘にはその非力さを改良した八九式空中突撃杙を託している。台場巽や橘花の師匠でもある。
10年前の出会いの門事件で福智山ダムの竪坑が最後の戦いの場所となり、八月朔黒鳶の発射ドラムを残してきており、それが橘花の戦いの助けになった。デミアジウムをアルクベインとともに命懸けで封じた。
台場 巽（だいば たつみ） / アルクベイン
睦郎の体術の一番弟子でイケメン。橘花にとっては兄弟子にあたるので「巽兄さん」と呼ばれる。自転車や車に乗れない。橘花からはおせっかいで冷血でガンコ者で理屈バカと思われている。直方に来て学校に通ってない橘花に通うように諭す。橘花は彼がアルクベインであることを知らず、福智山決戦後に知る。
オルタレイション・バーストから活躍し、ノッカーズとノーマルを繋ぐ架け橋の役目をしている。ノーマルの身でありながらジエンドに一目置かれる存在。睦郎と共同で戦ったこともある。
装甲を兼ねた副腕を持つ強化服を着用して活動を行なっている。ブースターにはサポートシステムのようなものが付いており、彼はそれをスパーキィと呼ぶ。スパーキィは人物の検索や受け答えを行なう、付き合いは福智山決戦時点で12年と73日になる。スパーキィからはマスターと呼ばれる。

### 警察関係者
北藪（きたやぶ）
公安一課。直方に潜伏しているK•Kの菊地克実の拉致を青ノ七に依頼する。
高階
日向神の警視庁時代の後輩、メールでBOOTS福岡の内部資料（シュヴァルべの情報）を提供する。

### BOOTS関係者
シュヴァルべ・ヴェンデフルト
20歳のドイツ人女性。対テロ特殊部隊GSG-9の出身でドイツからの技術交換でBOOTSに出向している。父親の敵（かたき）の娘である橘花に挨拶しに会いにくる。ノッカーズで橘花と同じく非変形型の飛行能力者で、橘花よりもかなり速い時速250kmで飛行する。橘花の力の無さを知り、ちびっ子と馬鹿にする。
彼女の父親がかつてのGSG-9を交えた特殊部隊の競技大会で睦郎のワケの分からない忍術で赤っ恥をかかされたことを彼女が勝手に敵と考えていた（彼女の父親は何とも思っていない）。
福智山決戦でK•Kの人質になっていたところを廃坑の逆側から奇襲した橘花の姿を見て「この子には敵わない」と悟る。
霧原 茂（きりはら しげる）
BOOTS北九州の教官。訓練をサボったシュヴァルべに腹を立てる。K•Kの背振らのアジトで鉢合わせになった日向神と交戦しようとするが、アルクベインによってその場は収められる。アルクベインから異色の経歴を持った復讐の鬼と呼ばれる。
福智山決戦ではブースターに身を包み、両手の指から超重量弾を発射する。
10年後を舞台にした作品「シンソウガクシャ」の主要人物の1人。

### K•K関係者
小日出 玲美（こいで れいみ）
過激派ノッカーズ組織K•Kの精神的支柱の役割を成している。口元にほくろがある。橘花から睦郎に書いてもらった紹介状を盗む。
シュライクから資金提供を受けていたが底を尽き、その時に託されたものがタダの石ころになったと嘆いている。石は「もはや健司（けんじ） の形見のような存在」と発言している。
10年前の出会いの門事件で福智山ダムに眠るデミアジウムを目撃している。
背振 勇二郎（せぶり ゆうじろう）
青ノ七を裏切った男。自分達のアジトを見つけたアルクベインと戦い負傷させる。小日出の腰巾着と言われる。
ワームホールを操るノッカーズ。ワームホールの中に自ら入る使い方をする。青ノ七にいた頃のワームホールの射程はせいぜい5mだった。
小林 勇（こばやし いさお）
炎使いのノッカーズ。母子を人質を取り民家に立て籠った。次郎丸に狙撃される。逮捕後は全く口を割らない。
本馬（ほんま）
小林らの犯人グループの1人。変形型飛行タイプのノッカーズで子供を人質に取る。橘花に推力器官（エンジン）を切断され墜落する。逮捕後にK•Kの内部事情を吐き出している。
川口（かわぐち）
小林らの犯人グループの1人。日向神に攻撃され戦闘不能になる。
菊地 克実（きくち かつみ）
かつての仁井田物産直方支店長誘拐事件でドイツのノッカーズ組織・KFLG（Knockers From for the Liberation of German）と共同した実行犯の1人。変形型のノッカーズ。
次郎丸の特殊コーキング弾・通称「白い恋人（ホワイトラヴァー）」で狙撃、足を止められ公安によって逮捕される。
収容所に護送される際にK•Kの仲間達による襲撃によって逃亡するが、青ノ七の活躍で再び逮捕される。
永岡（ながおか）
剣の形になるノッカーズ、その装甲は銃弾をも跳ね返す。「正気の淵（エッジ・オブ・サニティ）」と呼ばれる。下の名前は「正幸」。
菊地捕獲作戦時に罠をはり、次郎丸を亡き者にしようとする。八月朔黒鳶を着た橘花により高々度まで持ち上げられ、低圧環境での低酸素症を起こし、意識を失い逮捕される。
収容所に護送される際にK•Kの仲間達による襲撃によって逃亡するが、青ノ七の活躍で再び逮捕される。
前田（まえだ）
菊地・永岡奪還後に高架鉄線下の透明化された空間に入っていく。眼鏡をかけている。変形型のノッカーズ。
鳴瀬（なるせ）
「空間ステルス」のノッカーズ。菊地・永岡奪還後に高架鉄線の一帯半径10mを透明化し、潜伏していた。次郎丸の狙撃の最初の標的となる。
白い隼（ファルコラスティコ）
変形型のノッカーズ、本名は不明。菊地・永岡奪還後に高架鉄線下の透明化された空間に潜伏していた。
速さに自信を持っておりラファエルとの戦いを望んでいた。最初は優勢に戦っていたが、それはラファエルの演技によるもので、実力を発揮したラファエルに難なく倒される。
ギガンテスビートル
変形型のノッカーズ。本名は不明。菊地・永岡奪還後に高架鉄線下の透明化された空間に潜伏していた。
重装甲をまとっており、橘花の烈風が全く効かない。ラファエルと橘花の連携により倒される。
西田 （にしだ）
ライスハーケンホーベルと呼ばれる。1980年8月8日生まれで眼鏡をかけている。
福智山決戦で仕掛けられた罠にかかり負傷し戦闘不能になる。山中から引き込み線を回す予定だった。
川島（かわしま）
ロードヘッダと呼ばれる変形型のノッカーズ。福智山ダムの掘削を担当する。油断していたところをアルクベインに倒される。
小阿見（こあみ）
右腕から発砲するノッカーズ。福智山決戦でアルクベインにナノスキンとアームの罠にはめられ倒される。

### その他の人物
岩井（いわい）
壁抜けの能力者。青ノ七から八月朔黒鳶を盗み出す。盗難に気付いた橘花によって峰打ちの一撃を加えられ、黒鳶は無事に橘花の元に戻ってくる。
蜘蛛のノッカーズ
蜘蛛人間のような姿をしている。本名不明。自身の能力を千手観音（サウザンド・アームズ）と呼んでいる。ひったくりで3億円稼ぐことを目標にしている。バイクに乗ってひったくりをしていたところをシュヴァルべに確保される。
蔵人公（くらんどこう）
とある土地神、魂となって石に宿っている。その石はアルクベインから橘花に渡される。橘花は彼の力を借りて福智山にあるデミアジウムを京こんぶへと変化させる。京こんぶは睦郎の好物。
ジエンド
最強最悪と呼ばれた人物。橘花が尊敬し憧れている。作中で名前と外見は出てくるが登場はしない。
シュライク
オルタレイション・バースト以降、暗躍を続ける謎のノッカーズ。小日出玲美に資金提供していたことが語られているが登場はしない。

## 用語
ノッカーズ
異能力者、特殊能力者。
ノーマル
特殊能力を持たない普通の人間。
青ノ七（シイノなな）
かつて五ヶ山睦郎が所属していたノッカーズによる対ノッカーズ特殊部隊。三青（さんせい）という敵に恐れられた三人が存在がおり、最悪の忍者集団と言われていた。
世間からは色々叩かれており、マスコミや市民から犯人の人権を無視した殺人集団とレッテルを貼られる。
殉職や裏切りがあり、予算の縮小・人員の高齢化によって名前だけの部隊になってしまった、と警察関係者から言われる。本来は七人編成だが橘花が見習いになった時には力丸隊長を除いて三人になっていた。
青（シイ）らくと呼ばれる一つ目のイタチに似た妖怪が名前の由来になっている。福智山ダム付近を根城にしている。
オルタレイション・バースト
1999年に発生したノッカーズが世に溢れた事件。
BOOTS（ブーツ）
オルタレイション・バーストを受けて、2001年に発足されたノッカーズ対策部隊。北九州地区にも配置される。自動小銃等の重装備をしており、特殊強化服「ブースター」を6着配備されている。
ブースター
日本の特殊強化服。BOOTS隊員の中でもごく一部の人間にしか与えられない対ノッカーズの切り札。
機械鎧（マシーネン・リュストゥン）
ドイツの特殊強化服。シュヴァルべが着用している。
K•K（Knockers Klan）
異能力者の極左組織。ノッカーズによる民族主義的なイデオロギーを掲げ、社会革命の実現を信じている狂信的なテロ集団。10年前の出会いの門事件以来、解散したかと思われていたが、青ノ七の再起動と時を同じくして活動が活発になる。福智山に眠る莫大なデミアジウムを狙っている。
耶麻小天狗流九門（やまこてんぐりゅうきゅうもん）
第一之門「疾風（はやて）」
空を時速60kmで飛ぶ能力。全力疾走と同じなためすぐに息が上がる。訓練のおかげか最高時速が66kmになる。烈風を併用した時、一時的に時速210kmを叩き出す。
第二之門「烈風（れっぷう）」
掌から空気の圧を飛ばす能力。睦郎は習得出来なかったが、橘花は7歳の頃に初めて使ったことが示唆されている。
八月朔黒鳶（ほずみくろとび）
着ることで飛行時の姿勢制御が安定する服。五ヶ山家の家宝で由来は四百年とも五百年とも言われている。着ようとすると激痛が走る。
変動抑制具（オルタレス・ギア）
逮捕したノッカーズに付けられる拘束具。脳の量子変動を妨害する電磁波を出し、神経麻痺を起こさせる。福智山決戦でK•Kの背振達に捕まった日向神・ラファエル・次郎丸が着せられる。
ヴォイダブルゾーン
ノッカーズ専用収容所。逮捕された菊地と永岡が送られる。
デミアジウム
創造主の石と呼ばれる特殊物質。使う人間によっては核だろうと怪物だろうと何でも生み出せるとされる。背振によるとブースター・機械鎧・八月朔黒鳶はデミアジウムによって作られている。
福智山には世界が転覆させられるほどのデミアジウムが眠っていると言う噂があり、それに覆い隠し蓋をするがごとく調整ダムが建設され、そのお守りとして青ノ七が配備された。

## 単行本
- 高田慎一郎『青の橘花』講談社 〈マガジンZKC〉、全2巻
  1. 2008年9月22日初版発行[5]（同日発売） ISBN 978-4-06-349386-3
  2. 2009年2月27日初版発行[5]（同日発売） ISBN 978-4-06-349420-4